# تيست درايف: أوليميتد سولار كراون
تيست درايف آنليميتد سولر كراون (بالإنجليزية: Test Drive Unlimited Solar Crown)‏، هي لعبة سباق سيارات قادمة، من تطوير كايلاتون، ومن نشر ناكون، سيتم إصدارها عام 2024 على منصات مايكروسوفت ويندوز، وبلاي ستيشن 5، وإكس بوكس سيرياس إس وإكس ونينتندو سويتش. تم الإعلان عنها في 3 يوليو 2020 عبر موقع تويتر، وكشف النقاب عنها رسميا في 7 يوليو. هذا الجزء هو ريبوت لسلسلة تيست درايف آنليميتد، وأحدث الإصدار منذ تيست درايف آنليميتد 2، واللعبة هي الإصدار الحادي والعشرون بالكامل في هذه سلسلة تيست درايف. 

## اللعب
ستحتوي اللعبة على إعادة إنشاء جزيرة هونغ كونغ بدقة 1:1 كما تم الكشف عنها في مقطع دعائي تم إصداره في 6 يوليو 2021 خلال مؤتمر نايكون كونيكت 2021. على عكس سابقتيها في كل من أواهو وإيبيزا، سيكون الطريق عبارة عن حركة مرور على الجانب الأيسر، وهي الأولى من نوعها في السلسلة منذ تي دي أوفردرايف: ذا براذرهود أوف سبيد التي صدرت عام 2002، والتي كانت تتمركز في مدينتي طوكيو، اليابان ولندن، إنجلترا. ستكون هناك 550 كيلومترًا (340 ميلًا) من الطرق القابلة للقيادة، كما هو مذكور في مركز أخبار ستيم الخاص باللعبة. صرح المدير الإبداعي آلان جارنيو، الذي عمل في أول لعبتين من ألعاب تيست درايف آنليميتد، في عرض مؤتمر نايكون كونيكت 2020 أن هذه اللعبة كانت قيد التطوير لمدة "عدة أشهر" فقط بحلول ذلك الوقت.

## الإصدار
في 18 مايو 2022، أعلنت شركتي ناكون وكايلاتون عبر مركز أخبار ستيم الخاص باللعبة أن اللعبة ستتأخر إلى عام 2023 وأنه تم إلغاء إصدارات بلاي ستيشن 4 وإكس بوكس ون، للتركيز على الاستفادة من الأجهزة الأكثر قوة التي توفرها منصات بلاي ستيشن 5، وإكس بوكس سيريس إكس وسيريس إس، والعمل على تحسين جودتها. وفي يوليو 2023، تم الإعلان عن تأجيل اللعبة إلى عام 2024.